# Ignacij Merhar
Ignacij Merhar, organizator slovenskega gasilstva, * 1856, Prigorica pri Ribnici, † 17. september 1944, Prigorica

## Življenjepis
Ignacij Merhar je bil prvi, ki je v slovenskem gasilstvu uporabil slovenski jezik. To si je upal storiti na mogočni gasilski paradi v Ljubljani, ko mu je bilo komaj 24 let. Zaradi tega je bil zaprt, a so ga po protestu občinstva kmalu izpustili. Številni slovenski pesniki in pisatelji so mu vzklikali: »Vi ste v enem popoldnevu za slovenstvo napravili več, kot mi v 50 letih!«
Leta 1886 je izdal prvi slovenski Vadnik, v katerega je zapisal: »Nemškega poveljevanja ne potrebujemo! Čemu bi se mučili slovenski gasilci z nerazumljivo nemščino, čemu bi slovensko poučevali, nemško pa ukazali storiti, ko nam tega ni treba!«
Ignacij Merhar je uveljavil tudi gasilski pozdrav »Na pomoč!«

## Vzdevek
Ljudje so mu zaradi postave nadeli vzdevek »lepi Nace«.